# Xavier de Planhol
Xavier de Planhol (3 febbraio 1926 – 17 maggio 2016) è stato un iranista e geografo francese.

## Biografia
Xavier de Planhol è stato professore di geografia all'Università di Parigi-Sorbona e un'autorità ampiamente riconosciuta sulla geografia politica. Dal 1958, quando iniziò a pubblicare monografie e articoli durante i suoi primi lavori sul campo nell'Azerbaigian iraniano, e successivamente nella regione di Elburz in Iran, fino ai suoi monumentali e acclamatissimi, Les Nations du Prophète (1993) e Minorités en Islam (1997), mantenne il suo profondo interesse per la l'Impero achemenide e la civiltà iraniana. È stato anche collaboratore di Encyclopædia Iranica, realizzando articoli che vanno da "Abadan" a "Boundaries", "Cholera", "Darya?", "Terremoti", "Famines" e una serie di prossimi articoli su "Geografia". Una bibliografia delle pubblicazioni di ampio respiro di de Planhol fino al 1995 è stata compilata e pubblicata dal professor Daniel Balland in Geographie Historique et Culturelle de l'Europe: Hommage au Professor Xavier de Planhol, di Jean-Robert Pitte (1995).
Nel 2007 è stato nominato cavaliere della Legion d'Onore. Nel 2015 ha ricevuto il Premio Scientifico Internazionale per la geografia tedesca.
Il 17 maggio 2016 muore all'età di 90 anni.

## Pubblicazioni
- Les Fondements géographiques de l’histoire de l’Islam, Flammarion, (1968)
- Géographie historique de la France, Fayard, (1988)
- Les Nations du Prophète, manuel géographique de politique musulmane, Fayard, (1994)
- L’eau de neige. Le tiède et le frais. Histoire et géographie des boissons fraîches, Fayard, (1995)
- L'Islam et la mer : la mosquée et le matelot viie – xxe siècles, Perrin, (2000)
- Minorités en Islam, géographie politique et sociale, Flammarion, (2001)
- Le Paysage animal : l'homme et la grande faune, une zoogéographie historique, Fayard, Parigi, (2004). ISBN 2-213-60783-4